# Indian-Airlines-Flug 117
Der Indian-Airlines-Flug 117 war ein Inlandslinienflug der Indian Airlines von Bombay nach Hyderabad. Am 12. Januar 1978 ereignete sich auf diesem Flug ein tödlicher Zwischenfall. Als die mit 105 Personen besetzte Boeing 737-2A8 Adv. (VT-EFL) auf der Landebahn des Flughafens Hyderabad-Begumpet aufsetzte, bemerkten die Piloten einen Menschen auf der Landebahn. Bei der unvermeidlichen Kollision wurde der Mann getötet.

## Flugzeug
Bei dem verunglückten Flugzeug handelte es sich um eine Boeing 737-2A8 Advanced, die zum Zeitpunkt des Unfalls 2 Monate alt war. Die Maschine wurde im Werk von Boeing in Renton (Washington) montiert und absolvierte am 17. November 1977 ihren Erstflug, ehe sie im gleichen Monat neu an Indian Airlines ausgeliefert wurde. Das Flugzeug trug die Werksnummer 21497, es handelte sich um die 504. Boeing 737 aus laufender Produktion. Die Maschine wurde mit dem Luftfahrzeugkennzeichen VT-EFL zugelassen und erhielt den Taufnamen Saranga. Das zweistrahlige Schmalrumpfflugzeug war mit zwei Triebwerken des Typs Pratt & Whitney JT8D-17A ausgestattet.

## Passagiere
Für den Flug nach Hyderabad hatten in Bagdogra 95 erwachsene Passagiere und vier Kinder an Bord der Maschine Platz genommen. Diese wurden von sechs Besatzungsmitgliedern begleitet. Der 50-jährige Kapitän der Maschine verfügte zum Unfallzeitpunkt über 21.465 Stunden Flugerfahrung.

## Unfallhergang
Der Flug von Bombay nach Hyderabad war ohne besondere Zwischenfälle verlaufen. Die Piloten hatten eine Freigabe zur Landung auf der Landebahn 09 des Flughafens Hyderabad erhalten. Sie führten diese routinemäßig um 18:57 Uhr Ortszeit aus. In dem Moment, als die Maschine aufsetzte, erblickte der Kapitän einen Mann, der mit dem Rücken zur Maschine über die Mittellinie der Landebahn lief. Der Kapitän konnte die Kollision nicht mehr vermeiden. Die Maschine erfasste den Passanten mit voller Wucht, der Mann starb durch den Zusammenstoß.

## Ursache
Als Unfallursache wurde das Betreten des Sicherheitsbereiches des Flughafens durch eine unbefugte Person festgestellt.

## Verbleib der Maschine
Die Maschine blieb bei dem Zwischenfall unbeschädigt. Sie wurde durch die Indian Airlines weiterbetrieben. Am 16. August 1991 ereignete sich auf dem Indian-Airlines-Flug 257 erneut ein Flugunfall mit der Maschine, bei der diese zerstört und alle 69 Insassen getötet wurden.